# Oxyprorella modesta
Oxyprorella modesta är en insektsart som beskrevs av Bruner, L. 1915. Oxyprorella modesta ingår i släktet Oxyprorella och familjen vårtbitare. Inga underarter finns listade i Catalogue of Life.